# Vũ Đức Cung
Vũ Đức Cung (1555-1600) là một trong các vị chúa Bầu, thế lực cát cứ tại Tuyên Quang trong thời kỳ Nam Bắc triều và Trịnh Nguyễn phân tranh trong lịch sử Việt Nam.

## Thân thế
Vũ Đức Cung là con trai của Vũ Công Kỷ, cháu nội của Vũ Văn Mật- vị chúa Bầu thứ hai của họ Vũ ở Tuyên Quang. Sau khi Vũ Công Kỷ chết, Vũ Đức Cung kế vị làm chúa. Vũ Đức Cung có tước hiệu là Hòa Thắng hầu.

## Quy phụcNhà Lê
Năm 1593, Trịnh Tùng tiến quân vào đánh chiếm Thăng Long, rước Lê Thế Tông trở về kinh thành, nhà Mạc rút chạy lên phía bắc.
Ngày 25 tháng 3 năm 1593, Vũ Đức Cung đem hơn 3.000 quân bản bộ về Thăng Long thú tội, quy phục triều đình, dâng 10 mâm vàng bạc châu báu, một pho tượng bằng bạc thay mình, 2 bình hoa bạc, 1 lư hương bạc, 1 đôi hạc bằng bạc, 30 con ngựa tốt, đến cửa dinh lạy chào. Tiết chế Trịnh Tùng dâng biểu tâu vua Lê thăng Vũ Đức Cung làm Bắc quân đô đốc phủ hữu đô đốc, Thái bảo Hoà quận công, hiệu là An Bắc dinh.
Tháng 10 cùng năm, Thái bảo Hoà quận công Vũ Đức Cung tự xin về trấn giữ đất Đại Đồng (trấn lị của trấn Tuyên Quang, nay là khu vực thành phố Tuyên Quang) để phòng giặc cướp, Tiết chế Trịnh Tùng cho đi.

## Làm phảnNhà Lê
Ở Đại Đồng, Hoà quận công Vũ Đức Cung từ sau khi về trấn, ngầm chứa hai lòng, ngầm thông tin đi lại với Mỹ Thọ hầu, bí mật sai người xâm lược các huyện ở đầu nguồn Trấn Sơn, đánh phá các huyện Thanh Ba, Hạ Hoa. Lại dời dân cư huyện Đông Lan và Tây Lan (hai huyện này thuộc phủ Đoan Hùng, trấn Sơn Tây) vào ở Đại Đồng. Tiết chế Trịnh Tùng sai thái uý Nguyễn Hữu Liêu đem quân đến giao chiến, bắt được Mỹ Thọ rồi hồi kinh.
Tháng 10 năm 1594, Trịnh Tùng sai Thái uý Nguyễn Hoàng thống lĩnh thủy quân, Thái uý Nguyễn Hữu Liêu đốc suất bộ binh, hai đường tiến thẳng đến Đại Đồng, đánh phá dinh của Hoà quận công Vũ Đức Cung, chia quân đằng trước, đằng sau đánh ập lại. Đức Cung đem con em chạy về Nghĩa Đô. Hai tướng đem quân về.
Tháng 12 năm 1594, Vũ Đức Cung sai người dâng nộp vàng bạc, của báu và ngựa, về Kinh vào chầu, thú tội xin tha, được vua Lê y cho.
Tháng 5 năm 1596, Thái bảo Hoà quận công Vũ Đức Cung tự dời dinh Đại Đồng về ở Nghĩa Đô.
Năm 1599, Vũ Đức Cung ở Đại Đồng làm phản, tiếm xưng Long Bình Vương, sai tướng thủ hạ là Nhuệ quận công đem quân của châu Đại Man đánh các động núi ở châu Bạch Thông, đất Thái Nguyên, bức thu thuế mỏ bạc. Bấy giờ, Bình An Vương Trịnh Tùng phải sai Hải quận công, Quảng quận công, Phụng quận công đem quân tiến đánh, lại sai tướng trấn thủ Vệ Nghĩa hầu Tống Thì Chiếu dẫn đường đi giao chiến.
Năm 1600, Hòa quận công Vũ Đức Cung cùng con là Thiếu bảo Thụy quận công Vũ Công Ứng sai người đem thư đến hành cung phủ Chúa Trịnh. Chúa tiếp
đãi an ủi rất trọng hậu, hạ chỉ khen ngợi, và sai khiến đi bắt con cháu nhà Mạc. Tháng 12, Nhai và Cao chạy lên Đại Đồng, bị Vũ Đức Cung giết.
Sau khi Vũ Đức Cung chết, con là Vũ Công Ứng lên thay.